# LimeWire
LimeWire là phần mềm chia sẻ tệp tin thông qua mạng ngang hàng. Đây là phần mềm miễn phí theo giấy phép GNU.

## Hệ thống tương thích
- Microsoft Windows
- Mac OS X
- Linux